# The Charmer
The Charmer er en amerikansk stumfilm fra 1917 af Jack Conway.

## Medvirkende
- Ella Hall som Ambrosia Lee
- Belle Bennett som Charlotte Whitney
- Martha Mattox som Cynthia M. Perkins
- James McCandlas som Don Whitney
- George Webb som Franklin Whitney